# Teulisna
Teulisna é um gênero de traça pertencente à família Arctiidae.